# Serie Mundial de 1963
La Serie Mundial de 1963 fue disputada entre Los Angeles Dodgers y New York Yankees.
Los Angeles Dodgers resultaron ganadores al vencer en la serie por 4 partidos a 0.

## Desarrollo

### Juego 1
| Equipo      | 1 | 2 | 3 | 4 | 5 | 6 | 7 | 8 | 9 | C | H | E |
| ----------- | - | - | - | - | - | - | - | - | - | - | - | - |
| Los Angeles | 0 | 4 | 1 | 0 | 0 | 0 | 0 | 0 | 0 | 5 | 9 | 0 |
| New York    | 0 | 0 | 0 | 0 | 0 | 0 | 0 | 2 | 0 | 2 | 6 | 0 |

LG: Sandy Koufax (1–0)  LP: Whitey Ford (0–1)  
HRs:  LAD – Johnny Roseboro (1)  NYY – Tom Tresh (1)

### Juego 2
| Equipo      | 1 | 2 | 3 | 4 | 5 | 6 | 7 | 8 | 9 | C | H  | E |
| ----------- | - | - | - | - | - | - | - | - | - | - | -- | - |
| Los Angeles | 2 | 0 | 0 | 1 | 0 | 0 | 0 | 1 | 0 | 4 | 10 | 1 |
| New York    | 0 | 0 | 0 | 0 | 0 | 0 | 0 | 0 | 1 | 1 | 7  | 0 |

LG: Johnny Podres (1–0)  LP: Al Downing (0–1)  SV: Ron Perranoski (1)  
HRs:  LAD – Bill Skowron (1)

### Juego 3
| Equipo      | 1 | 2 | 3 | 4 | 5 | 6 | 7 | 8 | 9 | C | H | E |
| ----------- | - | - | - | - | - | - | - | - | - | - | - | - |
| New York    | 0 | 0 | 0 | 0 | 0 | 0 | 0 | 0 | 0 | 0 | 3 | 0 |
| Los Angeles | 1 | 0 | 0 | 0 | 0 | 0 | 0 | 0 | X | 1 | 4 | 1 |

LG: Don Drysdale (1–0)  LP: Jim Bouton (0–1)  

### Juego 4
| Equipo      | 1 | 2 | 3 | 4 | 5 | 6 | 7 | 8 | 9 | C | H | E |
| ----------- | - | - | - | - | - | - | - | - | - | - | - | - |
| New York    | 0 | 0 | 0 | 0 | 0 | 0 | 1 | 0 | 0 | 1 | 6 | 1 |
| Los Angeles | 0 | 0 | 0 | 0 | 1 | 0 | 1 | 0 | X | 2 | 2 | 1 |

LG: Sandy Koufax (2–0)  LP: Whitey Ford (0–2)  
HRs:  NYY – Mickey Mantle (1)  LAD – Frank Howard (1)
|                                                             |
| Campeón de las Grandes Ligas Los Angeles Dodgers 3.º título |